# A Village Scandal
A Village Scandal é um filme mudo de comédia curta norte-americano de 1915, distribuído por Triangle Film Corporation. O filme foi dirigido e estrelado por Fatty Arbuckle.

## Elenco
- Raymond Hitchcock
- Fatty Arbuckle
- Flora Zabelle
- Al St. John
- Harry McCoy
- Minta Durfee